# Biathlon-Weltmeisterschaften 1999
Die 34. Biathlon-Weltmeisterschaften sollten planmäßig vom 5. bis zum 14. Februar 1999 im finnischen Kontiolahti im dortigen Biathlonstadion stattfinden.
Wegen anhaltender großer Kälte und Temperaturen bis −25 °C mussten die als Auftaktrennen geplanten Sprintrennen insgesamt sechsmal verschoben werden und fanden schließlich erst am 12. Februar 1999 statt. Die Verfolgungs- und Staffelrennen konnten an den darauffolgenden zwei Tagen noch in Kontiolahti ausgetragen werden.
Die Einzel- und Massenstartrennen wurden abgesagt und am 11. und 13. März 1999 im Rahmen des Weltcup-Finales im norwegischen Oslo (Biathlonstadion am Holmenkollen) ausgetragen.
1998 hatte es wegen der Olympischen Winterspiele in Nagano nur die Weltmeisterschaften in den nichtolympischen Disziplinen Verfolgung und Mannschaftswettkampf gegeben.

## Wettbewerbe
Im Wettkampfprogramm gab es zwei Änderungen: Zum ersten Mal wurden Weltmeister im Massenstart ermittelt, der Mannschaftswettkampf war dagegen nicht mehr im Programm.
Der Massenstart (bei den Männern über 15, bei den Frauen über 12,5 km) war nach Staffel und Verfolgung die dritte Disziplin, bei der es zu einer direkten Auseinandersetzung der Athletinnen und Athleten kam. Die Durchführung war der Verfolgung ähnlich. Es waren vier Schießeinlagen (liegend – liegend – stehend – stehend) mit je fünf Schüssen zu absolvieren. Jeder Fehlschuss wurde mit einer Strafrunde belegt. Nachlader standen nicht zur Verfügung. Alle Wettbewerber starteten wie in der Staffel gemeinsam. Damit es nicht zu einem Chaos kam und auch wegen der begrenzt zur Verfügung stehenden Anzahl von Schießständen war die Teilnehmeranzahl auf dreißig begrenzt. Anfangs war es so, dass die im Weltcup jeweils dreißig Besten startberechtigt waren. Diese Regel änderte sich bei späteren Weltmeisterschaften. Starten durften zunächst alle Medaillengewinner. Einschließlich dieser Medaillengewinner wurden insgesamt fünfzehn Startplätze an die Athleten vergeben, die bei den Weltmeisterschaften in den zuvor durchgeführten Disziplinen die meisten Punkte gesammelt hatten. Die weiteren fünfzehn Teilnehmer rekrutierten sich dann aus den im Weltcup bestplatzierten Sportlern. Der Massenstart entwickelte sich zu den beliebtesten Biathlonwettbewerben überhaupt und wurde später auch als Königsdisziplin bezeichnet.

## Männer

### 10 km Sprint
| Platz | Sportler        | Zeit         | Schießfehler |
| ----- | --------------- | ------------ | ------------ |
| 01    | Frank Luck      | 028:05,6 min | 0 (0+0)      |
| 02    | Patrick Favre   | 00+22,0 s00  | 0 (0+0)      |
| 03    | Frode Andresen  | 00+40,8 s0   | 2 (1+1)      |
| 04    | Ludwig Gredler  | +1:07,3 min  | 3 (1+2)      |
| 05    | Oļegs Maļuhins  | +1:08,1 min  | 4 (3+1)      |
| 06    | Ricco Groß      | +1:08,5 min  | 2 (0+2)      |
| 07    | Sven Fischer    | +1:08,8 min  | 3 (1+2)      |
| 08    | Oleksij Ajdarow | +1:12,7 min  | 2 (0+2)      |
| 09    | Aleh Ryschankou | +1:15,5 min  | 3 (1+2)      |
| 10    | Jēkabs Nākums   | +1:22,0 min  | 1 (1+0)      |
| …     |                 |              |              |

Datum: 12. Februar 1999 – Kontiolahti

### 12,5 km Verfolgung
| Platz | Sportler             | Zeit/Rückstand | Schießfehler |
| ----- | -------------------- | -------------- | ------------ |
| 01    | Ricco Groß           | 035:37,8 min   | 0 (0+0+0+0)  |
| 02    | Frank Luck           | 00+27,2 s00    | 3 (0+0+1+2)  |
| 03    | Sven Fischer         | 00+40,9 s00    | 3 (1+0+1+1)  |
| 04    | Oļegs Maļuhins       | +1:07,8 min    | 3 (0+1+1+1)  |
| 05    | Ole Einar Bjørndalen | +1:26,2 min    | 4 (1+3+0+0)  |
| 06    | Ilmārs Bricis        | +1:31,6 min    | 3 (1+0+1+1)  |
| 07    | Oleksij Ajdarow      | +1:31,8 min    | 4 (0+2+0+2)  |
| 08    | Patrick Favre        | +1:39,5 min    | 5 (0+2+1+2)  |
| 09    | Wladimir Dratschow   | +1:52,7 min    | 4 (1+1+1+1)  |
| 10    | Aleh Ryschankou      | +1:58,4 min    | 6 (1+1+1+3)  |
| …     |                      |                |              |

Datum: 13. Februar 1999 – Kontiolahti

### Einzel 20 km
| Platz | Sportler             | Zeit/Rückstand | Schießfehler |
| ----- | -------------------- | -------------- | ------------ |
| 01    | Sven Fischer         | 053:53,2 min   | 1 (1+0+0+0)  |
| 02    | Ricco Groß           | 000+8,7 s00    | 0 (0+0+0+0)  |
| 03    | Wadsim Saschuryn     | 00+37,3 s00    | 0 (0+0+0+0)  |
| 04    | Ole Einar Bjørndalen | 00+51,4 s00    | 1 (0+0+1+0)  |
| 05    | Wladimir Dratschow   | +1:02,9 min    | 3 (0+2+0+1)  |
| 06    | Wjatscheslaw Kunajew | +1:15,4 min    | 1 (1+0+0+0)  |
| 07    | Pawel Rostowzew      | +1:29,2 min    | 2 (1+0+1+0)  |
| 08    | René Cattarinussi    | +1:41,9 min    | 2 (2+0+0+0)  |
| 09    | Paavo Puurunen       | +1:43,6 min    | 1 (0+1+0+0)  |
| 10    | Ilmārs Bricis        | +1:52,0 min    | 2 (0+0+1+1)  |
| …     |                      |                |              |

Datum: 11. März 1999 – Oslo

### Massenstart 15 km
| Platz | Sportler             | Zeit/Rückstand | Schießfehler |
| ----- | -------------------- | -------------- | ------------ |
| 01    | Sven Fischer         | 039:39,9 min   | 2 (1+1+0+0)  |
| 02    | Wladimir Dratschow   | 000+9,9 s00    | 2 (0+0+1+1)  |
| 03    | Ole Einar Bjørndalen | 00+17,4 s00    | 0 (0+0+0+0)  |
| 04    | Paavo Puurunen       | 00+23,8 s00    | 1 (0+0+0+1)  |
| 05    | Ludwig Gredler       | 00+33,4 s00    | 4 (0+1+2+1)  |
| 06    | Frode Andresen       | 00+33,6 s00    | 4 (1+0+2+1)  |
| 07    | Oļegs Maļuhins       | 00+35,8 s00    | 2 (1+1+1+0)  |
| 08    | Ricco Groß           | 00+54,2 s00    | 1 (1+0+0+0)  |
| 09    | Raphaël Poirée       | 00+59,3 s00    | 3 (0+0+0+3)  |
| 10    | René Cattarinussi    | +1:01,0 min    | 3 (0+1+1+2)  |
| …     |                      |                |              |

Datum: 13. März 1999 – Oslo

### 4 × 7,5 km Staffel
| Platz | Land/Sportler                                                                                  | Zeit [h]  | Schießen            |
| ----- | ---------------------------------------------------------------------------------------------- | --------- | ------------------- |
| 01    | Belarus 0000Oleksij Ajdarow 0000Pjotr Iwaschka 0000Wadsim Saschuryn 0000Aleh Ryschankou        | 1:23:19,3 | 0+1 0+0 0+1         |
| 02    | Russland 0000Wiktor Maigurow 0000Wladimir Dratschow 0000Sergei Roschkow 0000Pawel Rostowzew    | 1:23:42,4 | 1+1 0+0 1+0 0+1 0+0 |
| 03    | Norwegen 0000Halvard Hanevold 0000Dag Bjørndalen 0000Frode Andresen 0000Ole Einar Bjørndalen   | 1:23:56,3 | 3+1 0+0 0+1 3+0     |
| 04    | Deutschland 0000Ricco Groß 0000Peter Sendel 0000Sven Fischer 0000Frank Luck                    | 1:24:16,0 | 0+2 0+1 0+0 0+1 0+0 |
| 05    | Lettland 0000Oļegs Maļuhins 0000Ilmārs Bricis 0000Gundars Upenieks 0000Jēkabs Nākums           | 1:24:28,8 | 1+0 0+0 1+0         |
| 06    | Finnland 0000Ville Räikkönen 0000Vesa Hietalahti 0000Mikko Uusipaikka 0000Paavo Puurunen       | 1:25:24,0 | 0+3 0+0 0+3 0+0     |
| 07    | Slowenien 0000Janez Ožbolt 0000Tomaž Globočnik 0000Aleksander Grajf 0000Janez Marič            | 1:25:51,0 | 0+1 0+0 0+1 0+0     |
| 08    | Italien 0000René Cattarinussi 0000Patrick Favre 0000Wilfried Pallhuber 0000Pieralberto Carrara | 1:25:58,9 | 0+4 0+0 0+1 0+0 0+3 |
| 09    | Österreich 0000Wolfgang Perner 0000Ludwig Gredler 0000Reinhard Neuner 0000Wolfgang Rottmann    | 1:26:23,0 | 2+2 0+0 0+1 2+1     |
| 10    | Schweden 0000Rickard Noberius 0000Mattias Nilsson 0000Fredrik Kuoppa 0000Tord Wiksten          | 1:26:40,0 | 0+0                 |
| …     |                                                                                                |           |                     |

Datum: 14. Februar 1999 – Kontiolahti

## Frauen

### 7,5 km Sprint
| Platz | Sportlerin               | Zeit [min] | Schießen |
| ----- | ------------------------ | ---------- | -------- |
| 01    | Martina Zellner          | 26:59,9    | 2 (0+2)  |
| 02    | Magdalena Forsberg       | 27:04,4    | 1 (0+1)  |
| 03    | Alena Subrylawa          | 27:08,2    | 3 (1+2)  |
| 04    | Albina Achatowa          | 27:17,0    | 2 (1+1)  |
| 05    | Delphyne Heymann-Burlet  | 27:26,3    | 0 (0+0)  |
| 06    | Outi Kettunen            | 27:31,0    | 1 (0+1)  |
| 07    | Martina Schwarzbacherová | 27:41,0    | 2 (1+1)  |
| 08    | Ann-Elen Skjelbreid      | 27:42,1    | 2 (0+2)  |
| 09    | Andreja Grasic-Koblar    | 27:46,0    | 2 (1+1)  |
| 10    | Olena Petrowa            | 27:48,8    | 3 (1+2)  |
| …     |                          |            |          |

Datum: 12. Februar 1999 – Kontiolahti

### 10 km Verfolgung
| Platz | Sportlerin               | Zeit [min] | Schießen    |
| ----- | ------------------------ | ---------- | ----------- |
| 01    | Alena Subrylawa          | 32:17,5    | 2 (0+1+1+0) |
| 02    | Martina Schwarzbacherová | 33:19,5    | 1 (0+1+0+0) |
| 03    | Martina Zellner          | 33:25,1    | 2 (1+0+0+1) |
| 04    | Albina Achatowa          | 33:26,6    | 2 (0+0+1+1) |
| 05    | Magdalena Forsberg       | 33:36,8    | 3 (0+0+1+2) |
| 06    | Olena Petrowa            | 34:02,8    | 3 (1+0+1+1) |
| 07    | Katja Holanti            | 34:08,7    | 0 (0+0+0+0) |
| 08    | Outi Kettunen            | 34:25,3    | 2 (0+0+0+2) |
| 09    | Andreja Grasic-Koblar    | 34:30,1    | 3 (0+1+2+0) |
| 10    | Liv Grete Skjelbreid     | 34:32,3    | 4 (0+1+2+1) |
| …     |                          |            |             |

Datum: 13. Februar 1999 – Kontiolahti

### Einzel 15 km
| Platz | Sportlerin           | Zeit [min] | Schießen    |
| ----- | -------------------- | ---------- | ----------- |
| 01    | Alena Subrylawa      | 43:28,1    | 0 (0+0+0+0) |
| 02    | Corinne Niogret      | 45:32,0    | 0 (0+0+0+0) |
| 03    | Albina Achatowa      | 46:41,7    | 1 (0+0+1+0) |
| 04    | Olena Petrowa        | 47:10,2    | 2 (0+0+1+1) |
| 05    | Anna Wolkowa         | 47:47,2    | 2 (1+1+0+0) |
| 06    | Magdalena Forsberg   | 47:51,6    | 3 (0+2+0+1) |
| 07    | Olga Romasko         | 48:01,6    | 3 (0+2+0+1) |
| 08    | Swjatlana Paramyhina | 48:08,8    | 2 (0+1+1+0) |
| 09    | Uschi Disl           | 48:12,0    | 3 (0+1+0+2) |
| 10    | Ekaterina Dafowska   | 48:15,0    | 2 (0+2+0+0) |
| …     |                      |            |             |

Datum: 11. März 1999 – Oslo

### Massenstart 12,5 km
| Platz | Sportlerin               | Zeit [min] | Schießen    |
| ----- | ------------------------ | ---------- | ----------- |
| 01    | Alena Subrylawa          | 40:08,2    | 4 (0+2+2+0) |
| 02    | Olena Petrowa            | 40:11,3    | 2 (0+0+1+1) |
| 03    | Magdalena Forsberg       | 40:16,9    | 3 (1+0+2+0) |
| 04    | Andreja Grasic-Koblar    | 40:19,0    | 1 (0+0+1+0) |
| 05    | Martina Schwarzbacherová | 41:15,3    | 3 (2+0+1+0) |
| 06    | Ekaterina Dafowska       | 41:24,4    | 2 (0+0+2+0) |
| 07    | Uschi Disl               | 41:28,4    | 4 (0+0+3+1) |
| 08    | Galina Kuklewa           | 41:29,7    | 5 (1+0+1+3) |
| 09    | Katrin Apel              | 41:34,4    | 5 (1+1+1+2) |
| 10    | Swjatlana Paramyhina     | 41:42,2    | 3 (0+1+0+2) |
| …     |                          |            |             |

Datum: 13. März 1999 – Oslo

### 4 × 7,5 km Staffel
| Platz | Land/Sportlerinnen                                                                                                   | Zeit [h]  | Schießen        |
| ----- | --- | --------- | --------------- |
| 01    | Deutschland 0000Uschi Disl 0000Simone Greiner-Petter-Memm 0000Katrin Apel 0000Martina Zellner                        | 1:36:56,0 | 1+0 0+0 1+0     |
| 02    | Russland 0000Nadeschda Talanowa 0000Galina Kuklewa 0000Olga Romasko 0000Albina Achatowa                              | 1:37:34,7 | 0+3 0+2 0+1 0+0 |
| 03    | Frankreich 0000Delphyne Heymann-Burlet 0000Florence Baverel 0000Christelle Gros 0000Corinne Niogret                  | 1:37:42,9 | 0+0             |
| 04    | Norwegen 0000Ann-Elen Skjelbreid 0000Gro Marit Istad-Kristiansen 0000Gunn Margit Andreassen 0000Liv Grete Skjelbreid | 1:38:11,0 | 0+0             |
| 05    | Ukraine 0000Alena Subrylawa 0000Olena Petrowa 0000Nina Lemesch 0000Tetjana Rud                                       | 1:39:06,9 | 0+2 0+0 0+2 0+0 |
| 06    | Finnland 0000Katja Holanti 0000Outi Kettunen 0000Annukka Mallat 0000Eija Salonen                                     | 1:39:36,3 | 0+2 0+0 0+2 0+0 |
| 07    | Polen 0000Agata Suszka 0000Anna Stera-Kustusz 0000Magdalena Gwizdoń 0000Adrianna Babik                               | 1:40:08,9 | 0+0             |
| 08    | Slowakei 0000Martina Schwarzbacherová 0000Anna Murínová 0000Marcela Pavkovčeková 0000Soňa Mihoková                   | 1:40:40,2 | 0+1 0+0 0+1 0+0 |
| 09    | Bulgarien 0000Pawlina Filipowa 0000Ekaterina Dafowska 0000Irina Nikultschina 0000Radka Popowa                        | 1:41:33,3 | 0+0             |
| 10    | Japan 0000Mami Shindō 0000Ryōko Takahashi 0000Tamami Tanaka 0000Hiromi Suga                                          | 1:41:37,0 | 1+0 0+0 1+0 0+0 |

Datum: 14. Februar 1999 – Kontiolahti

## Medaillenspiegel
| Platz | Nation      | Gold | Silber | Bronze | Gesamt |
| ----- | ----------- | ---- | ------ | ------ | ------ |
| 01    | Deutschland | 6    | 2      | 2      | 10     |
| 02    | Ukraine     | 3    | 1      | 1      | 5      |
| 03    | Belarus     | 1    | 0      | 1      | 2      |
| 04    | Russland    | 0    | 3      | 1      | 4      |
| 05    | Frankreich  | 0    | 1      | 1      | 2      |
| 05    | Schweden    | 0    | 1      | 1      | 2      |
| 07    | Italien     | 0    | 1      | 0      | 1      |
| 07    | Slowakei    | 0    | 1      | 0      | 1      |
| 09    | Norwegen    | 0    | 0      | 3      | 3      |

| Platz | Land         | Athlet               | Gold | Silber | Bronze | Gesamt |
| ----- | ------------ | -------------------- | ---- | ------ | ------ | ------ |
| 01    | Deutschland  | Sven Fischer         | 2    | 0      | 1      | 3      |
| 02    | Deutschland  | Frank Luck           | 1    | 1      | 0      | 2      |
| 02    | Deutschland  | Ricco Groß           | 1    | 1      | 0      | 2      |
| 04    | Belarus 1995 | Wadsim Saschuryn     | 1    | 0      | 1      | 2      |
| 05    | Belarus 1995 | Oleksij Ajdarow      | 1    | 0      | 0      | 1      |
| 05    | Belarus 1995 | Pjotr Iwaschka       | 1    | 0      | 0      | 1      |
| 05    | Belarus 1995 | Aleh Ryschankou      | 1    | 0      | 0      | 1      |
| 08    | Russland     | Wladimir Dratschow   | 0    | 2      | 0      | 2      |
| 09    | Italien      | Patrick Favre        | 0    | 1      | 0      | 1      |
| 09    | Russland     | Wiktor Maigurow      | 0    | 1      | 0      | 1      |
| 09    | Russland     | Sergei Roschkow      | 0    | 1      | 0      | 1      |
| 09    | Russland     | Pawel Rostowzew      | 0    | 1      | 0      | 1      |
| 13    | Norwegen     | Frode Andresen       | 0    | 0      | 2      | 2      |
| 13    | Norwegen     | Ole Einar Bjørndalen | 0    | 0      | 2      | 2      |
| 13    | Norwegen     | Halvard Hanevold     | 0    | 0      | 1      | 1      |
| 13    | Norwegen     | Dag Bjørndalen       | 0    | 0      | 1      | 1      |

| Platz | Land        | Athletin                   | Gold | Silber | Bronze | Gesamt |
| ----- | ----------- | -------------------------- | ---- | ------ | ------ | ------ |
| 01    | Ukraine     | Alena Subrylawa            | 3    | 0      | 1      | 4      |
| 02    | Deutschland | Martina Zellner            | 2    | 0      | 1      | 3      |
| 03    | Deutschland | Uschi Disl                 | 1    | 0      | 0      | 1      |
| 03    | Deutschland | Simone Greiner-Petter-Memm | 1    | 0      | 0      | 1      |
| 03    | Deutschland | Katrin Apel                | 1    | 0      | 0      | 1      |
| 06    | Schweden    | Magdalena Forsberg         | 0    | 1      | 1      | 2      |
| 06    | Frankreich  | Corinne Niogret            | 0    | 1      | 1      | 2      |
| 06    | Russland    | Albina Achatowa            | 0    | 1      | 1      | 2      |
| 09    | Slowakei    | Martina Schwarzbacherová   | 0    | 1      | 0      | 1      |
| 09    | Ukraine     | Olena Petrowa              | 0    | 1      | 0      | 1      |
| 09    | Russland    | Nadeschda Talanowa         | 0    | 1      | 0      | 1      |
| 09    | Russland    | Galina Kuklewa             | 0    | 1      | 0      | 1      |
| 09    | Russland    | Olga Romasko               | 0    | 1      | 0      | 1      |
| 14    | Frankreich  | Delphyne Heymann-Burlet    | 0    | 0      | 1      | 1      |
| 14    | Frankreich  | Florence Baverel           | 0    | 0      | 1      | 1      |
| 14    | Frankreich  | Christelle Gros            | 0    | 0      | 1      | 1      |